# Daniele Masolino
Daniele Masolino (Pozzuolo del Friuli, 1º settembre 1979) è un ex ciclista su strada italiano, professionista dal 2004 al 2005. In carriera non colse alcuna vittoria, ma ottenne alcuni piazzamenti come terzo al Grand Prix d'Ouverture La Marseillaise 2005 e il decimo al Giro del Veneto del medesimo anno.

## Palmarès
- 2001 (Termopiave Meccanica)

1ª tappa Grand Prix Kranj (Kranj > Kranj)
Classifica generale Grand Prix Kranj
Bassano-Monte Grappa
- 2002 (Team Parolin-VC Bassano)

4ª tappa Giro della Regione Friuli Venezia Giulia (Udine > Trieste)
- 2003 (Team Parolin-VC Bassano)

4ª tappa Vuelta a Guatemala
8ª tappa Vuelta a Guatemala (Quetzaltenango > San Pedro Sacatepéquez)
Coppa Città di San Daniele

## Piazzamenti

### Classiche monumento
- Giro di Lombardia

2005: ritirato